# Fusconaia subrotunda
Fusconaia subrotunda är en musselart som först beskrevs av I. Lea 1831.  Fusconaia subrotunda ingår i släktet Fusconaia och familjen målarmusslor. IUCN kategoriserar arten globalt som sårbar.

## Underarter
Arten delas in i följande underarter:
- F. s. subrotunda
- F. s. kirklandiana
- F. s. lesueriana
- F. s. pilaris